# Bandar Jawa
Bandar Jawa is een bestuurslaag in het regentschap Simalungun van de provincie Noord-Sumatra, Indonesië. Bandar Jawa telt 3928 inwoners (volkstelling 2010).